# Переросля
Переросля (укр. Переросля) — село в Таракановской сельской общине Дубенского района Ровненской области Украины.
Население по переписи 2001 года составляло 334 человека. Почтовый индекс — 35651. Телефонный код — 3656. Код КОАТУУ — 5621685209.